# Mika Salo
Mika Juhani Salo, född 30 november 1966 i Helsingfors, är en finländsk racerförare. Han bor i London.

## Racingkarriär
Salo blev tvåa i Brittiska F3-mästerskapet 1990 och tävlade under senare hälften av 1990-talet och början av 2000-talet i formel 1. 
Han kom som bäst på tionde plats säsongen 1999 då han körde för Ferrari. Han avslutade sin F1-karriär i Toyota 2002.

## F1-karriär
| Säsong | Stall/Tillverkare    | Poäng | Placering |
| ------ | -------------------- | ----- | --------- |
| 1994   | Lotus-Mugen Honda    | 0     | –         |
| 1995   | Tyrrell-Yamaha       | 5     | 15        |
| 1996   | Tyrrell-Yamaha       | 5     | 13        |
| 1997   | Tyrrell-Ford         | 2     | 16        |
| 1998   | Arrows               | 3     | 13        |
| 1999   | BAR-Supertec Ferrari | 0 10  | 10        |
| 2000   | Sauber-Petronas      | 6     | 11        |
| 2002   | Toyota               | 2     | 17        |

| 1. Tyskland 1999                                  | 1. Italien 1999 | \| 1. Europa 1996 2. Spanien 1996 3. Australien 2000 \| |
|                                                   |                 |                                                         |
| 1. Europa 1996 2. Spanien 1996 3. Australien 2000 |                 |                                                         |